# Пам’ятник Юрію Змієборцю (загиблим правоохоронцям)
Пам’ятник Юрію Змієборцю (загиблим правоохоронцям) встановлено у центрі площі Генерала Григоренка у Львові 22 вересня 1999 року. Авторами є скульптори Андрій та Володимир Сухорські, архітектор – О. Ярема. Пам’ятник являє собою класичну кінну фігуру святого Юрія, який списом перемагає змія. Пам’ятник встановлено перед будинком Львівського обласного управління внутрішніх справ України.

## Опис
Пам’ятник має дві назви, які зустрічаються у літературі – пам’ятник Святому Юрію-змієборцю та пам’ятник загиблим правоохоронцям. Власне пам’ятник було встановлено для вшанування пам’яті правоохоронців, які загинули під час виконання своїх обов’язків.
Авторами пам’ятника є архітектор Олексій Ярема, скульптори брати Андрій та Володимир Сухорські (вони ж є авторами пам’ятника Шевченкові у Львові) та конструктори Зіновій Бліхарський та Богдан Ониськів.
Бронзовий постамент зображує канонічну фігуру Юрія-Змієборця на здибленому коні. У руках Святого Юрія — спис з наконечником, яким він пронизує атакуючого великого змія.  Георгій (Юрій) Побідоносець покровителем охоронців порядку.
До 1946 році на місці, де зараз знаходиться пам’ятник святому Юрієві-Змієборцю знаходився пам’ятник польському громадському діячеві Францішеку Смольці, а сама площа носила його ім’я.
 